# (63684) 2001 QL152
2001 كيو أل 152 (ويعرف أيضًا باسم (63684) 2001 كيو أل 152 وفق تسمية الكوكب الصغير) (بالإنجليزية: 2001 QL152)‏ هو كويكب ضمن حزام الكويكبات؛ وترتيبه 63684 من حيث الاكتشاف.
اكتُشف هذا الجُرم الفلكي بواسطة William Kwong Yu Yeung ‏ في 25 أغسطس 2001.

## وصلات خارجية
- (63684) 2001 QL152 في قاعدة بيانات مختبر الدفع النفاث لأجرام النظام الشمسي الصغيرة

- الاكتشاف · مخطط المدار ·  العناصر المدارية · المعلمات المادية

- (63684) 2001 QL152 على موقع ويكي سكاي: DSS2, SDSS, GALEX, IRAS, Hydrogen α, X-Ray, Astrophoto, Sky Map, Articles and images